# مانويل أنطونيو دي ألميدا
مانويل أنطونيو دي ألميدا (بالبرتغالية: Manuel Antônio de Almeida‏) (17 نوفمبر 1831، ريو دي جانيرو في البرازيل - 28 نوفمبر 1861، ماكاي في البرازيل)؛ صحفي، كاتب، كاتب طبي، مدرس وروائي برازيلي.

## روابط خارجية
- مانويل أنطونيو دي ألميدا على موقع الموسوعة البريطانية (الإنجليزية)